# Camenta madecassa
Camenta madecassa är en skalbaggsart som beskrevs av Frey 1960. Camenta madecassa ingår i släktet Camenta och familjen Melolonthidae. Inga underarter finns listade.